# Breedon on the Hill
Breedon on the Hill est un village et une paroisse civile du Leicestershire, en Angleterre. Il est situé à la frontière avec le comté voisin du Derbyshire, à 3 km au sud de Melbourne et à 8 km au nord d'Ashby-de-la-Zouch. Au moment du recensement de 2011, il comptait 1 029 habitants.
Le village doit son nom à la colline calcaire de Breedon, en partie entamée par une carrière. Au sommet de la colline se trouvent les restes d'un fort de l'âge de pierre, ainsi que l'église Sainte-Marie-et-Saint-Hardulph (en), qui correspond à une ancienne abbaye fondée au VIIe siècle et fermée en 1539, lors de la dissolution des monastères.

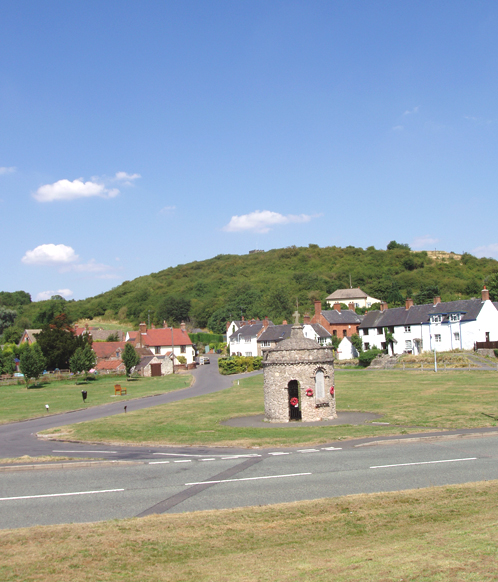
La colline calcaire de Breedon a donné son nom au village.